# Gerolsteiner Dolomiten
Das Naturschutzgebiet Gerolsteiner Dolomiten (Auberg, Munterley, Hustley, Papenkaule und Juddenkirchhof) liegt im Landkreis Vulkaneifel in Rheinland-Pfalz auf dem Gebiet der Stadt Gerolstein und der Ortsgemeinde Pelm. Das aus zwei Teilflächen bestehende Gebiet erstreckt sich nördlich der Kernstadt Gerolstein zu beiden Seiten der Landesstraße L 29. Südlich des Gebietes verläuft die B 410 und fließt die Kyll.

## Bedeutung
Das rund 102 ha große Gebiet wurde im Jahr 1990 unter der Kennung 7233-110 unter Naturschutz gestellt. Es umfasst das Zentrum der Gerolsteiner Kalkmulde mit Auberg, Munterley, Hustley und Papenkaule mit fossilienführenden Sedimentschichten und Dolomitfelsen. Schutzzweck ist die Erhaltung dieser Biotope.